# Assedio di Xàtiva
L'assedio di Xàtiva fu una battaglia combattuta nel corso della guerra di successione spagnola dall'8 maggio al 6 giugno 1707.
Truppe castigliane e francesi al comando di Filippo, duca d'Angiò e pretendente alla corona spagnola col nome di Filippo V, comandate sul campo dal generale francese Claude François Bidal d'Asfeld e da quello spagnolo José Antonio de Chaves Osorio decisero di assediare la roccaforte di Xàtiva, difesa dalle forze britanniche ed aragonesi al comando di Miguel Purroi e Josep Marco. Le forze franco-castigliane risultarono vittoriose nello scontro d'artiglieria e, una volta creata una breccia nelle mura cittadine, i difensori vennero massacrati come punizione esemplare per aver dato appoggio alla causa degli Asburgo nella loro pretesa al trono spagnolo. Gran parte dei restanti abitanti della città vennero deportati nella regione della Mancia e l'abitato venne completamente dato alle fiamme perché non ne rimanesse traccia; venne cambiato anche il nome al luogo che, in onore del sovrano legittimista, prese il nome di San Felipe. Proprio in riferimento a questo fatto storico, gli abitanti di Xàtiva vennero soprannominati socarrats (gente grigliata).

## I preparativi
Poco dopo la battaglia di Almansa, il generale britannico Galway si era portato a Xàtiva con le proprie truppe in fuga dopo la sconfitta. Il governatore locale della città, Onofre Assio, era a conoscenza che la fortezza sarebbe stata il successivo obbiettivo dei borbonici nel corso della guerra e pertanto chiese aiuto agli inglesi per migliorare le difese della città, ma Galway rispose che non vi era nulla da fare e che non poteva investire degli uomini per la difesa dell'avamposto locale, proseguendo quindi alla volta della Catalogna, augurando alla città perlomeno di non opporre resistenza ai borbonici ma di arrendersi senza subire danni. Irritato per questa risposta e determinato ad opporsi al nemico, Assio dovette comunque fronteggiare il fatto che la notizia in breve tempo si diffusa per la città provocando un malessere generale. Scrivendo al viceré di Valencia, Assio ne ottenne l'invio il 30 aprile del capitano Miguel Porroi che venne salutato con gran gioia di popolo. Purroi tenne nella piazza centrale della città un discorso di incoraggiamento pubblico a difendere la città, impegnandosi a difenderla sino alla fine se necessario. Purroi ordinò dunque di rafforzare le difese, costruire barricate per le strade e rendere il più difficile possibile l'assedio ai nemici. Molti edifici vennero forati onde ricavarne feritoie da cui poter sparare anche dall'interno delle abitazioni private. Secondo lo storico Ventura Pascual Beltran, Purroi mobilitò anche i monaci dei conventi cittadini per lavorare alle difese, dando loro le armi necessarie a partecipare alla difesa. Tutti i filoborbonici (o sospettati tali) vennero imprigionati nel castello locale.

## L'assedio

### I primi combattimenti

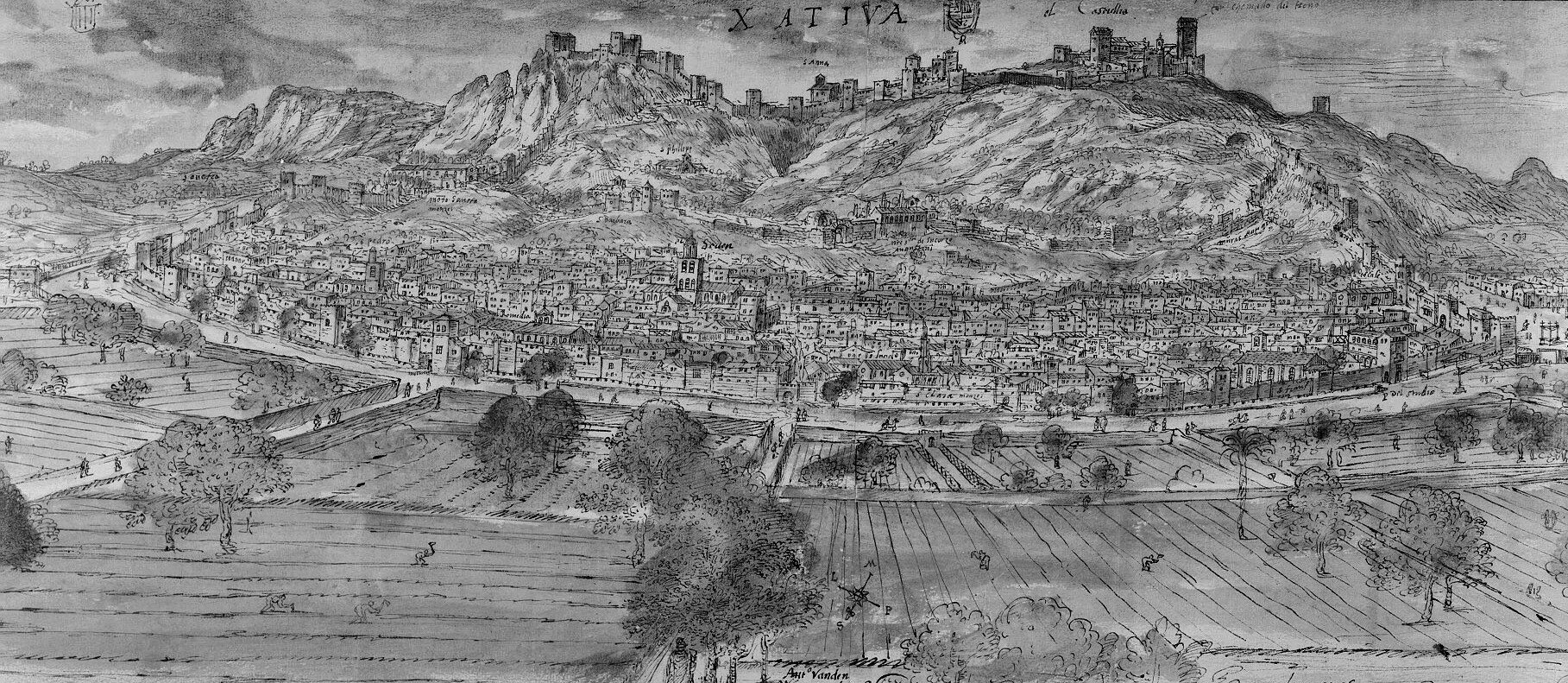
La città di Xàtiva e le sue fortificazioni nel 1563.

A lungo si è discusso a livello storiografico quando l'assedio di Xàtiva abbia effettivamente avuto inizio. Uno degli storici d'epoca più affidabili fu il borbonico José Manuel Miñana che nella sua opera De bello rustico Valentino (La guerra dei contadini di Valencia, L'Aia, 1752), riportò che l'assedio incominciò ufficialmente il 3 maggio, data ragionevole considerando che era trascorsa una settimana dalla battaglia di Almansa da ci Xàtiva dista solo 50 km.
Sempre secondo il Miñana, il marchese d'Asfeld inviò un ultimatum alla cittadina che venne respinto per ben tre volte ed a questo punto egli decise di rivedere la situazione a tavolino, stabilendosi a Raval, appena fuori dalle mura, dando l'ordine di scavare delle trincee dove porre parte dell'artiglieria da cui poter bombardare perlomeno la zona ovest. Quando i primi bombardamenti non recarono l'esito sperato, il comandante borbonico si vide costretto ad inviare una spedizione a Villena per portare sul luogo dell'assedio dei cannoni di maggior calibro per far breccia nelle mura cittadine. Nel frattempo egli ordinò lo spostamento di parte dell'artiglieria sulla collina appena fuori dalla città, punto da cui sarebbe stato più semplice bombardare il castello della città.
Miguel Purroi, comunque, aveva previsto questa possibilità e sul luogo aveva previsto questa possibilità ed aveva posto in loco un presidio militare di difesa del sito. L'attacco, guidato dal giovane Joan Martorell, borbonio valenciano, iniziò di notte, ma la maggior parte della spedizione (17 uomini più lo stesso Martorell), morirono nel tentativo. L'attacco venne ripetuto il giorno successivo ma senza successo. Nel frattempo giunsero i tanto attesi cannoni di calibro forte che iniziarono a forzare la parete occidentale della città, riuscendo in breve tempo a perforare la muraglia.

### L'assalto alla città

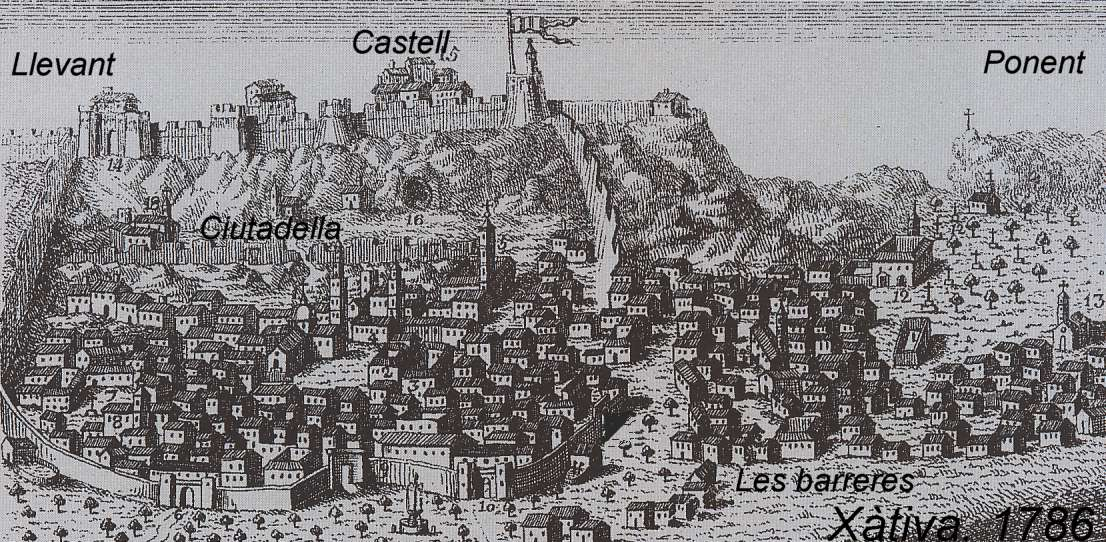
Alcune indicazioni su un'incisione schematica della città del 1786. Si osservi la Torre de Monfort, così come gran parte della muraglia di ponente, sono completamente assenti come risultato del bombardamento del d'Asfeld nel 1707

Nonostante la breccia nelle mura, i borbonici si trovarono di fronte alle seconde mura erette dai cittadini per difesa della roccaforte. François Bidal d'Asfeld ordinò di cannoneggiare la merlatura per costringere i difensori a lasciare il primo insieme di mura e fatto ciò, inviò alcuni uomini sulle mura stesse a combattere oltre che ad osservare le posizioni del nemico all'interno della città.
La resistenza fu ad ogni modo così forte che lo stesso d'Asfeld venne costretto a lanciare un nuovo pesante attacco d'artiglieria aprendosi la strada tra le numerose barricate erette in città dai soldati filo-asburgici, oltre a colmare i fossati scavati con resti delle mura abbattute e cadaveri così da poter penetrare più facilmente all'interno della città.
Una volta all'interno, d'Asfeld inviò nuovamente degli emissari per negoziare una resa, ma ancora una volta ottenne un rifiuto come risposta. Irritato dalla difesa della città, divise a questo punto le forze dei borbonici in due colonne che avanzarono parallelamente all'interno della città. La prima colonna, comandata dallo stesso D'Asfeld, avanzò dal muro ovest per raggiungere le chiese di Santa Tecla e Sant'Agostino, mentre la seconda colonna, guidata da José Antonio Chaves raggiunse quella di San Francesco. L'obiettivo delle truppe spagnole da Chaves era quello di raggiungere il convento di San Francesco e qui di asserragliare i difensori per distruggerli. La colonna francese, d'altra parte, incontrò una forte resistenza a Santa Tecla dando così inizio ad un cannoneggiamento al convento locale. Nel frattempo, parte dei difensori della parete occidentale delle mura si era ritirato nel convento di Sant'Agostino e quindi verso la cittadella. Al convento di Sant'Agostino, dove si erano rifugiati in tutto 10 religiosi e 62 tra donne e bambini, si verificò un evento particolare: i monaci, non appena videro i soldati borbonici, uscirono per acclamarli, ma in quell'esatto momento i soldati austriaci con cui erano d'accordo aprirono il fuoco dalla cittadella causando non poche perdite ai francesi che poi si vendicarono uccidendo tutti i monaci e tutti coloro che si trovavano nella struttura. I difensori erano ormai asserragliati unicamente nella cittadella che venne ben presto assediata dal d'Asfeld.

### La cittadella
La cittadella, sorta in corrispondenza delle vecchie mura della città, era posta nel luogo oggi noto col nome di Bellveret. Li si erano asserragliati i difensori e Purroi aveva ordinato di bloccare tutti gli ingressi al complesso così da poter organizzare meglio la difesa. In questa zona dove la popolazione era molto più concentrata, era ovvio che fosse difficile attaccare e pertanto il d'Asfeld si trovò limitato nell'uso delle armi d'assedio, ma ancora una volta le sue truppe si dedicarono prevalentemente al saccheggio ed all'uccisione in città. Dopo tre giorni, gli assediati già avevano terminato le scorte di cibo a loro disposizione ed in molti iniziarono a chiedere la resa. Purroi, per principio, si oppose a queste richieste e minacciò di impiccare i sostenitori della resa, ma alla fine, attorno al 24 maggio, osservando l'impossibilità della città a resistere, si accordò con d'Asfeld per la capitolazione della città.
Le ultime milizie di Xàtiva, al comando del capitano Josep Marco, insieme ad alcuni nobili, si ritirarono nel castello assieme ad una piccola guarnigione britannica rimasta in città. Nel frattempo, la gente, credendo in buona fede che l'assedio fosse ufficialmente terminato, fece ritorno alle proprie case con i loro beni più preziosi, sicuri di aver ormai salva la vita, ma i soldati borbonici li presero di soprassalto con la forza e secondo molti testimoni in quest'evento rimase uccisa molta della popolazione.

### Il castello

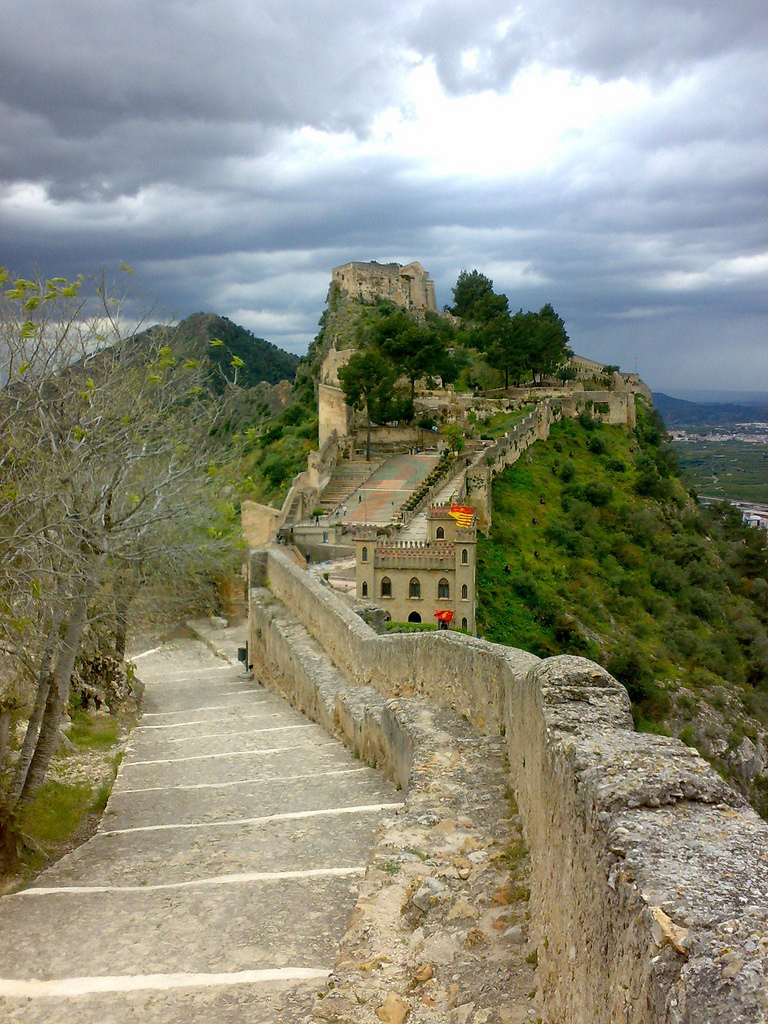
Il castello di Xàtiva.

L'ultimo baluardo della resistenza asburgica della città era rappresentato dal suo castello, posto naturalmente in una posizione dominante e difficile da assaltare, tanto che il d'Asfeld dovette ordinare un intenso bombardamento di quella posizione. Il cannoneggiamento perdurò per tre giorni e, sempre secondo il Miñana, impegnò non pochi uomini dal momento che il castello, a differenza delle mura della città, era dotato di una notevole artiglieria che era in grado di rispondere a tono al fuoco nemico. I 24 cannoni impiegati dai francesi nell'operazione di bombardamento, ad ogni modo, fecero sì che gli inglesi chiedessero al d'Asfeld una tregua di 22 giorni che gli venne accodata. I difensori, più che altro, erano in attesa di rinforzi, ma vedendo che questi non erano ancora giunti al 6 giugno decisero di capitolare.

## La resa
La consegna delle armi ebbe luogo il 6 giugno. D'Asfeld accettò la capitolazione, ma si rese conto che Josep Marco, i suoi miqueletes e 200 setabenses erano fuggiti già la sera prima dell'assedio dal lato est del castello, mentre altri nobili travestiti da soldati britannici che pure avevano tentato di compiere la medesima impresa, erano stati riconosciuti ed arrestati in flagrante dai francesi.

## La punizione esemplare

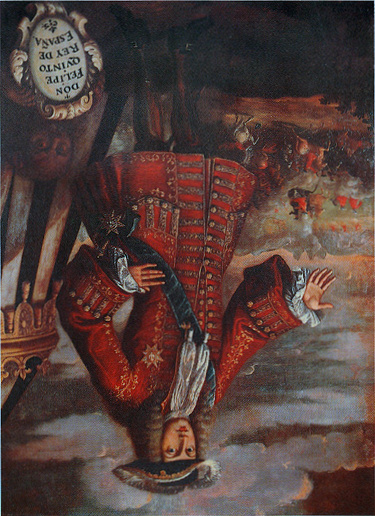
Ritratto di Filippo V con alle spalle la città di Xàtiva, conservato oggi al museo locale volutamente girato in segno di spregio per i massacri avvenuti in città in occasione dell'assedio

Nonostante quello che aveva detto inizialmente stabilito, il d'Asfeld ordinò dopo la resa di "passare alle armi" tutti coloro che avevano partecipato alla difesa della città. Secondo James FitzJames, I duca di Berwick, come riportato in una sua lettera: "Non si è mai visto una cosa come quella accaduta a Xàtiva, dove Asfeld ordinò di distruggere tutto perché tale gesto servisse da esempio, e dispose inoltre che tutti gli abitanti venissero portati con la forza a La Mancha. E infatti, dopo alcuni giorni di saccheggi e purghe, il d'Asfeld riunì la popolazione nella cittadella, dove lesse personalmente un elenco di circa 55 persone che erano state riconosciute dichiaratamente filo-borboniche e predispose per loro il perdono, mentre il resto della popolazione venne deportata in Castiglia, deportazione durante la quale più persone morirono poi. Poco dopo, il d'Asfeld diede ordine di bruciare l'intera città. L'ordine venne eseguito dal generale Chaves. Infine, Filippo V ordinò di cambiare il nome della città in Nueva Colonia San Felipe e poi in San Felipe". Per queste ragioni, ancora oggi al museo di Almodí Xativa viene conservato un ritratto di Filippo V con alle spalle la città di Xàtiva che brucia, ma esso viene tradizionalmente appeso al contrario in senso di spregio nei confronti di un atto tanto terribile.